# Stephen Boxer
Stephen Boxer (* 19. Mai 1950 in Sidcup) ist ein britischer Schauspieler.

## Leben
Boxer begann seine Karriere am Theater. Er ist Associate Artist der Royal Shakespeare Company und trat in zahlreichen Inszenierungen des Ensembles auf. Für seine Rolle als Barnabas Goche in einer Inszenierung von Peter Whelans Drama The Herbal Bed wurde Boxer 1997 mit dem Clarence Derwent Award als Erfolgversprechendster Schauspieler im West End ausgezeichnet.
Seit Anfang der 1980er Jahre war er auch in zahlreiche Film- und Fernsehproduktionen involviert. In den 1990er Jahren war er in mehreren Folgen der Fernsehserie Heißer Verdacht, als David Thorndike zu sehen. Von 2006 bis 2010 trat Boxer in über 370 Folgen der BBC-Seifenoper Doctors als Dr. Joe Fenton auf. Im Jahr 2020 war Boxer in der Dramaserie The Crown als Denis Thatcher zu sehen.

## Filmografie (Auswahl)
- 1980: The Waterfall (Fernsehserie, 4 Episoden)
- 1981: Bognor (Fernsehserie, 6 Episoden)
- 1990: Inspektor Wexford ermittelt (Ruth Rendell Mysteries, Fernsehserie, 3 Episoden)
- 1991: Thatcher: The Final Days (Fernsehfilm)
- 1992: Heißer Verdacht – Operation Nadine (Prime Suspect 2, Miniserie, 2 Episoden)
- 1993: Heißer Verdacht – Aktion soko (Prime Suspect 3, Miniserie, 1 Episode)
- 1994: Under the Hammer (Fernsehserie, 5 Episoden)
- 1995: Carrington – Liebe bis in den Tod (Carrington)
- 1995: Heißer Verdacht – Der Duft des Todes (Prime Suspect: The Scent of Darkness, Fernsehfilm)
- 1995: The Politician's Wife (Miniserie, 3 Episoden)
- 1996: Mary Reilly
- 1997: Ein königlicher Skandal (A Royal Scandal, Fernsehfilm)
- 1998: Killer Net (Miniserie, 2 Episoden)
- 1999: Grafters (Fernsehserie, 5 Episoden)
- 2000: Rough Treatment (Fernsehfilm)
- 2002: AKA
- 2003: Sons & Lovers (Fernsehfilm)
- 2003: Blue Dove (Miniserie)
- 2004: Agatha Christie – Mein Leben in Bildern (Agatha Christie: A Life in Pictures, Fernsehfilm)
- 2004: Silent Witness (Fernsehserie, 2 Episoden)
- 2004: Conejo en la luna
- 2004: Der Preis des Verbrechens (Trial & Retribution, Fernsehserie, 2 Episoden)
- 2005: Tom Brown's Schooldays (Fernsehfilm)
- 2005: Cherished (Fernsehfilm)
- 2005: The Trial of the King Killers
- 2005: The Quatermass Experiment (Fernsehfilm)
- 2005: 7 Sekunden (7 Seconds)
- 2005: Inspector Barnaby (Midsomer Murders) Fernsehserie, Staffel 8, Folge 9: Melodie des Todes (Midsomer Rhapsody)
- 2006: Mysterious Creatures (Fernsehfilm)
- 2006–2010: Doctors (Fernsehserie, 378 Episoden)
- 2009: Breaking the Mould (Fernsehfilm)
- 2009: Spooks – Im Visier des MI5 (Spooks, Fernsehserie, 1 Episode)
- 2009: Auf doppelter Spur (Agatha Christie’s Poirot; Fernsehserie, Folge 12x01, The Clocks)
- 2009–2011: Garrow's Law (Fernsehserie, 7 Episoden)
- 2011: Luther (Fernsehserie, 1 Episode)
- 2011: Die Eiserne Lady (The Iron Lady)
- 2012: Ginger & Rosa
- 2013: Foyle's War (Fernsehserie, 1 Episode)
- 2013: We Are the Freaks
- 2014: National Theatre Live: King Lear
- 2014: The Honourable Woman (Miniserie)
- 2015: Lewis – Der Oxford Krimi (Lewis, Fernsehserie, 2 Episoden)
- 2016: Lucky Man (Fernsehserie, 2 Episoden)
- 2016: The Five (Miniserie, 3 Episoden)
- 2016: Poldark (Fernsehserie, 1 Episode)
- 2016: The Gatehouse
- 2018: Postcards from London
- 2018: National Theatre Live: Macbeth
- 2018: Sense8 (Fernsehserie, 1 Episode)
- 2015–2018: Humans (Fernsehserie, 8 Episoden)
- 2018: Teen Spirit
- 2018: Geheimnis eines Lebens (Red Joan)
- 2018: Die Suche nach dem Licht in der Finsternis (The Guard of Auschwitz)
- 2019: Cecelia Ahern: In deinem Leben (Thanks for the Memories, Miniserie, 2 Episoden)
- 2019: Responsible Child (Fernsehfilm)
- 2020: Die Misswahl – Der Beginn einer Revolution (Misbehaviour)
- 2020: Birdsong
- 2020: The Crown (Fernsehserie, 6 Episoden)
- 2020: The Haunting of Alice Bowles
- 2021: A Splinter of Ice
- 2021: The Football Monologues

## Theatrografie (Auswahl)
- 1983: Triptych (London, The Pit Theatre)
- 1984: The Devil and The Good Lord (London, Lyric Theatre)
- 1986: The Cocktail Party (London, Phoenix Theatre)
- 1989: The Duchess of Malfi (London, The Pit Theatre)[2]
- 1990: Barbarians (London, Barbican Theatre)
- 1992: Richard III (Stratford-upon-Avon, The Other Place)
- 1993: Richard III (London, Donmar Warehouse Theatre)
- 1996: The General from America (London, The Pit Theatre)
- 1996: The White Devil (Stratford-upon-Avon, Swan Theatre)
- 1997: Twelfth Night (Stratford-upon-Avon, Royal Shakespeare Theatre)
- 1997: Bartholomew Fair (Stratford-upon-Avon, Swan Theatre)
- 1997: The Herbal Bed (London, Duchess Theatre)
- 1998: Measure for Measure (Stratford-upon-Avon, Royal Shakespeare Theatre)
- 1998: Bartholomew Fair (Newcastle-upon-Tyne, Newcastle Playhouse)
- 1999: Bartholomew Fair (London, Young Vic)
- 2005: The Hypochrondiac (London, Almeida Theatre)
- 2008: The Taming of the Shrew (Stratford-upon-Avon, Courtyard)[3]
- 2011: Written on the Heart (Stratford-upon-Avon, Swan Theatre)
- 2012: The Heresy of Love (Stratford-upon-Avon, Swan Theatre)[4]
- 2013: Titus Andronicus (Stratford-upon-Avon, Swan Theatre)[5]
- 2016: The Inn at Lydda (London, Sam Wanamaker Playhouse)[6]
- 2019: The Remains of the Day (Northampton, Royal & Derngate)[7]